# L'Escudelló
L'Escudelló és un indret a cavall dels termes municipals de Conca de Dalt, a l'antic terme de Toralla i Serradell, en territori del poble de Rivert, i de Salàs de Pallars, al Pallars Jussà.
Està situat a ponent de Rivert, a la carena que fa de termenal entre els dos municipis esmentats, a la dreta del barranc dels Escarruixos i a l'esquerra del barranc de l'Aulesa. És al nord-oest de la Roca i de la Cova del Manel, a ponent del Pas de la Foradada.